# 圣特奥多罗
圣特奥多罗（義大利語：San Teodoro）是意大利撒丁大区薩薩里省的一个市镇。总面积104.87平方公里，人口4257人，人口密度40.6人/平方公里（2009年）。ISTAT代码为104023。